# Cichlasoma istlanum
Cichlasoma istlanum es una especie de peces de la familia Cichlidae en el orden de los Perciformes.
Conocido como mojarra criolla. Presenta cuidado parental.  
Endémico de México.
Se distribuye en las cuencas del río balsas. Sus poblaciones se han visto afectadas por la introducción de especies exóticas.

## Morfología
Los machos pueden llegar alcanzar los 30 cm de longitud total.

## Distribución geográfica
Se encuentra en la zona  pacífica de México. En los estados de Morelos, Michoacán,Colima, estado de México, Puebla y Guerrero.